# 박장한결
박장한결(2004년 2월 15일 ~ )는 대한민국의 축구 선수로, 포지션은 미드필더이다. 현재 K리그1 FC 서울 소속이다.